# Tvärsnitt

Arkeologiskt tvärsnitt av Troja

Tvärsnitt är yta som är resultatet av en genomskärning av något i rät vinkel mot längdaxeln. Exempel: I ett tvärsnitt av en trädstam framträder årsringarna.
Ordet används även bildligt inom exempelvis statistik: Ett tvärsnitt av befolkningen...

Olika anatomiska plan hos människa:
A = transversalplanet,
B = frontalplanet,
C = medianplanet